# بطولة العالم لألعاب القوى 2025
بطولة العالم لألعاب القوى 2025 (بالإنجليزية: 2025 World Athletics Championships)‏ هي النسخة العشرين من بطولة العالم لألعاب القوى، ومن المقرر أن تقام في صيف 2025 في طوكيو، اليابان. ستستخدم البطولة ملعب اليابان الوطني، الذي أعيد بناؤه من أجل دورة الألعاب الأولمبية وأولمبياد المعاقين في طوكيو 2020.